# Eetu Muinonen
Eetu „Edu“ Muinonen (* 5. April 1986 in Mikkeli) ist ein finnischer Fußballspieler auf der Position eines Mittelfeldspielers. Zurzeit spielt er bei Mikkelin Palloilijat in der Ykkönen, der zweithöchsten Spielklasse im finnischen Fußball.

## Karriere

### Karrierebeginn bei Mikkelin Palloilijat
Seine aktive Karriere als Fußballspieler begann Muinonen bei seinem Heimatverein Mikkelin Palloilijat, bei dem er im Jahre 2002 auch zu seinem Debüt im Herrenfußball kam, als er als 16-Jähriger in der finnischen Drittklassigkeit debütierte. Bereits in seinem ersten Spieljahr bei der Herrenmannschaft wurde der gelernte Mittelfeldakteur in neun Ligaspielen eingesetzt, in denen er unter anderem auch einen Treffer erzielte. Durch sein starkes Auftreten beim finnischen Drittligisten wurden rasch einige Profivereine auf das junge Mittelfeldtalent aufmerksam, darunter auch der langjährige Erstligist Myllykosken Pallo -47, der das Nachwuchstalent ab 2003 zu sich in den Profikader holte.
Schon bald nach der Verpflichtung von Muinonen kam ebendieser zu seinem Profidebüt und brachte es bis zum Saisonende auf insgesamt acht Ligaauftritte sowie mit der Mannschaft auf den passablen vierten Tabellenplatz. Obgleich seiner Einsätze wurde das junge Mittelfeldtalent für die Zweitligaspielzeit 2004 zu Rakuunat verliehen, wo er in insgesamt fünf Meisterschaftsspielen zum Einsatz kommen sollte, ehe er wieder die Rückkehr zu seinem eigentlichen Stammklub antrat. Nach der Rückkehr aus Lappeenranta wurde Muinonen auch bei seinem Stammverein in elf Ligaspielen eingesetzt, blieb dabei aber torlos. Des Weiteren kam er auch zu Einsätzen im finnischen Fußballpokal des Jahres 2004, den er mit seinen Teamkollegen zum insgesamt dritten Mal in der Vereinsgeschichte holte. Beim 2:1-Finalsieg über den FC Hämeenlinna brachte es auch Muinonen auf einen Kurzeinsatz, den er als Ersatzspieler absolvierte.

### Nach Cuperfolg: Meister mit MyPa
Nachdem er mit MyPa –47 nach 1992 und 1995 erst zum dritten Mal in der Vereinsgeschichte den Pokal nach Anjalankoski holte, absolvierte er eine starke Spielzeit 2005, in der er in 24 von insgesamt 26 möglich gewesenen Ligaspielen eingesetzt wurde und dabei drei Mal zum Torerfolg kam. Am Saisonende gewann er mit der Mannschaft mit einem Vorsprung von vier Punkten auf den nächstgelegenen Verfolger, HJK Helsinki, den ersten Platz im Endklassement und sicherte sich zum ersten Mal in der Vereinshistorie den Meistertitel in der höchsten finnischen Fußballliga. Muinonen, der in dieser Saison einer der Leistungsträger war, konnte sich in den nachfolgenden beiden Spielzeiten jedoch nicht mehr richtig etablieren. So brachte er es im Spieljahr 2006, in dem er zwar recht offensiv agierte, auf lediglich elf Meisterschaftseinsätze und drei Treffer.
Auch 2007 konnte sich der mittlerweile 21-Jährige nicht wirklich als Stammspieler im Mittelfeld des Profiteams seines Vereins etablieren. Muinonen, der nach dem Meistertitel von 2005 mit dem Team an der Qualifikation zur Champions League 2006/07 teilnahm, wurde dabei in 19 Ligapartien eingesetzt und brachte es auf eine Anzahl von zwei Saisontreffern. Erst wieder in der Spielzeit 2008 fand das einstige hochgepriesene Nachwuchstalent zu alter Form und lief in 24 der insgesamt 26 Meisterschaftspartien auf, in denen er abermals drei Tore erzielte. Neben seinen Einsätzen in den verschiedenen finnischen Fußballbewerben kam er mit MyPa –47 auch in einigen Spielen im UEFA-Pokal zum Einsatz und war mit dem Team außerdem Teilnehmer an einem UEFA Intertoto Cup.

### Wechsel nach Belgien
Nach der ausgelaufenen Spielzeit 2008 folgte für den 22-jährigen Finnen Anfang Februar 2009 ein Wechsel nach Belgien, wo er vom SV Zulte Waregem in dessen Profikader aufgenommen wurde. Muinonen, der bereits seit einiger Zeit mit dem belgischen Verein in Kontakt stand, unterschrieb dabei einen Vertrag mit einer Laufzeit von dreieinhalb Jahren. Beim belgischen Klub, zu dem er zusammen mit seinem Teamkollegen Tarmo Neemelo gewechselt war, hatte der 22-Jährige von Beginn an keine große Chance in die Stammelf zu kommen. Auch Neemelo, seines Zeichens ehemaliger estnischer Nationalspieler und Muinonens Teamkollege bei MyPa –47, wurde nur sporadisch als Ersatzspieler beim Klub aus Westflandern eingesetzt. Doch auch das Verletzungspech verfolgte Muinonen in Belgien, worunter auch sein Spielpraxis litt. In der Saison 2008/09, der ersten Spielzeit beim neuen Klub, brachte er es auf lediglich einen Meisterschaftseinsatz. Aufgrund der Aussichtslosigkeit ins Team des Erfolgstrainers Francky Dury zu kommen, beschloss der gelernte Mittelfeldakteur in der Spielzeit 2009/10, in der gar in keinem einzigen Ligaspiel eingesetzt wurde, seinen noch laufenden Vertrag bei Zulte Wagerem aufzulösen und den Verein zu wechseln.

### Rückkehr zu Mikkelin Palloilijat
Nach einem erfolglosen Probetraining beim JJK im Februar 2010 unterschrieb der eher kleine aber wendige Mittelfeldspieler, der auch auf den Flügeln eingesetzt werden kann, bald darauf einen Vertrag bei seinem ehemaligen Ausbildungsverein Mikkelin Palloilijat. Zuvor war ein Wechsel Muinonens zum JJK, von dessen Verantwortlichen er einen Dreijahresvertrag unterbreitet bekam, bereits fast zur Gänze abgewickelt gewesen. Nur noch Unstimmigkeiten über die Ablösesumme und das Gehalt des Spielers zögerten die Verhandlungen immer weiter hinaus. Bei seinem ehemaligen Stammklub unterschrieb er einen bis Juni 2010 datierten Vertrag mit einer fixen Zusage von zehn Spielen. Bis zum Saisonende kam Muinonen so für den finnischen Zweitligisten in insgesamt zwölf Meisterschaftsspielen zum Einsatz, in denen er einen Treffer erzielte.

### International
Erste internationale Erfahrung sammelte Muinonen mit der finnischen U-15-Nationalmannschaft, für die er in vier Länderspielen zum Einsatz kam, dabei jedoch torlos blieb. Weitere Einsätze für die U-17-Nationalauswahl Finnlands, für die er ungefähr ab dem Jahre 2003 zum Einsatz kam, folgten. Weiters nahm er mit der Mannschaft an der Heim-WM 2003 teil, wo er mit dem Team allerdings schon in der Gruppenphase gegen Kolumbien und Mexiko ausschied. Muinonen wurde dabei in allen drei Gruppenspieler der finnischen U-17-Auswahl eingesetzt und brachte es bis zum Ende seiner U-17-Laufbahn auf insgesamt 23 U-17-Länderspieleinsätze. Mit der U-19-Nationalmannschaft seines Heimatlandes nahm der Mittelfeldspieler an einer EM-Qualifikation teil und schaffte es auf insgesamt fünf Auftritte im U-19-Nationalteam. Auch mit der finnischen U-21-Nationalelf, für die er in insgesamt acht Länderspielen zum Einsatz kam und dabei sogar einen Treffer erzielte, wurde der 1,70 m große Mittelfeldakteur in drei EM-Qualifikationsspielen eingesetzt. Mit der B-Elf seines Heimatlandes war er bis dato (Stand: 11. November 2010) in fünf Länderspielen im Einsatz. Für eine Einberufung ins A-Nationalteam Finnlands hat es bis heute allerdings noch nicht gereicht.

## Erfolge
- 1× Finnischer Pokalsieger: 2004
- 1× Finnischer Meister: 2005

## Familie / Privates
Edu, so Eetu Muinonens Spitzname, wuchs in einer sportbegeisterten Familie auf. Bereits seine Mutter war auf Juniorenebene in den  finnischen Nationalteams aktiv und auch sein älterer Bruder sowie seine jüngere Schwester sind bzw. waren auf Hobby- oder Amateurebene im Fußballsport aktiv.